# Searching for Sugar Man (саундтрек)
| Оценки критиков | Оценки критиков |
| Источник        | Оценка          |
| --------------- | --------------- |
| Allmusic        | [ 1 ]           |

Searching for Sugar Man (рус. В поисках Сахарного Человека) — саундтрек одноимённого документального фильма, содержит подборку песен Сиксто Родригеса — выпущенных на его студийных пластинках. В результате успеха документальной ленты, альбом занял верхние строчки в чартах многих стран, что нехарактерно для саундтреков. Номинация на премию «Оскар» прибавила альбому популярности: в начале 2013 года, он поднялся на 3-е место чарта Швеции и пребывал там 26 недель — к тому времени, выиграв заветную статуэтку; в Дании он достиг 18-й строчки; в Новой Зеландии — 9-й. Альбом был выпущен лейблами Light in the Attic / Legacy. Все песни прошли процедуру ремастеринга под руководством Дэйва Кули из фирмы Elysian Masters.

## Список композиций
1. «Sugar Man» (3:50)
2. «Crucify Your Mind» (2:32)
3. «Cause» (5:29)
4. «I Wonder» (2:34)
5. «Like Janis» (2:37)
6. «This Is Not a Song, It’s an Outburst: Or, the Establishment Blues» (2:07)
7. «Can’t Get Away» (3:56)
8. «I Think of You» (3:26)
9. «Inner City Blues» (3:27)
10. «Sandrevan Lullaby — Lifestyles» (6:39)
11. «Street Boy» (3:47)
12. «A Most Disgusting Song» (4:48)
13. «I’ll Slip Away» (2:51)
14. «Jane S. Piddy» (3:00)

Примечания
- Композиции 1, 2, 4, 5, 6, 9 и 14 — из альбома Cold Fact
- Композиции 3, 8, 10 и 12 — из альбома Coming from Reality
- Композиции 7, 11 и 13 — были записаны для третьего альбома Родригеса, который так и не увидел свет. Позже, они были включены в новую версию пластинки Coming from Reality, переизданную в 2009 году.

Предполагая возможные вопросы от покупателей, относительно того, получит ли Родригес процент от продаж, на задней стороне конверта пластинки написано: «Родригес получает роялти от продажи этого альбома»

## Хит-парады
| Чарт (2012/2013/2014)               | Высшая позиция |
| ----------------------------------- | -------------- |
| Австралия (ARIA)                    | 17             |
| Австрия (Ö3 Austria)                | 65             |
| Бельгия/Фландрия (Ultratop)         | 28             |
| Бельгия/Валлония (Ultratop)         | 128            |
| Дания (Hitlisten)                   | 2              |
| Нидерланды (Album Top 100)          | 32             |
| Финляндия (Suomen virallinen lista) | 34             |
| Франция (SNEP)                      | 28             |
| Italian Albums (FIMI)               | 48             |
| Новая Зеландия (RMNZ)               | 9              |
| Норвегия (VG-lista)                 | 22             |
| Польша (ZPAV)                       | 3              |
| Испания (PROMUSICAE)                | 7              |

| Чарт (2012/2013/2014)                  | Высшая позиция |
| -------------------------------------- | -------------- |
| Швеция (Sverigetopplistan)             | 1              |
| Швейцария (Schweizer Hitparade)        | 22             |
| США (Billboard 200)                    | 76             |
| США (Billboard Folk Albums)            | 5              |
| США (Billboard Top Heatseekers Albums) | 1              |
| США (Billboard Top Rock Albums)        | 28             |
| Великобритания (UK Albums Chart)       | 26             |

| Регион | Сертификация | Продажи |
| --- | ------------ | ------- |
| Польша (ZPAV) | Платиновый   | 20 000* |
| Швеция (GLF) | Золотой      | 20 000  |
| * Данные о продажах приведены только на основе сертификации. ^ Данные о тиражах приведены только на основе сертификации. |              |         |